# تشييد السقف الداخلي

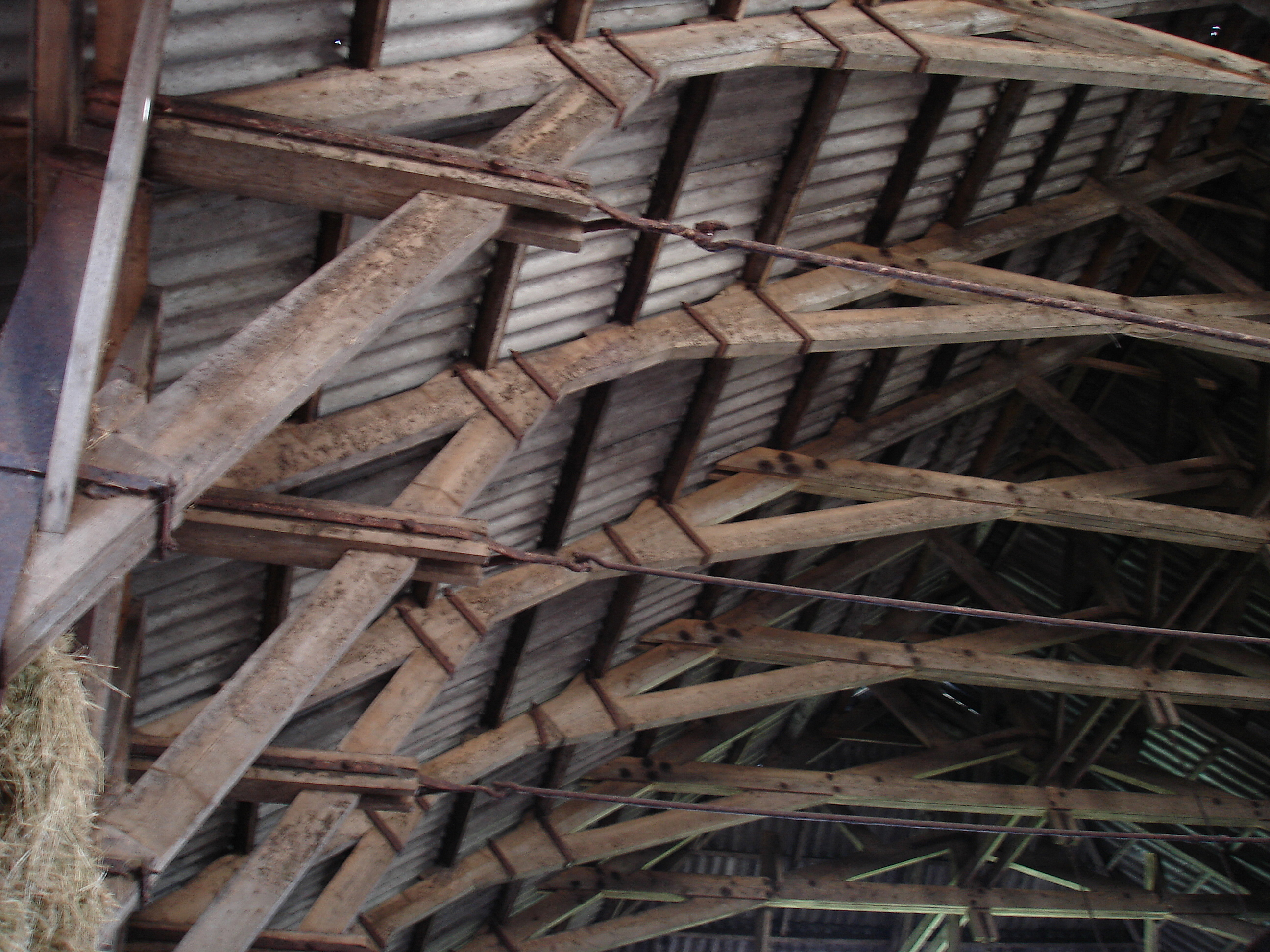

تشييد السقف الداخلي هو غطاء السقف والهيكل الموجود في معظم المنازل المنفصلة في المناخات الباردة والمعتدلة. تُبنى هذه الأسطح من الخشب في الغالب، وتأخذ عددًا من الأشكال المختلفة، وتُغطى بمجموعة متنوعة من المواد.

## نظرة عامة

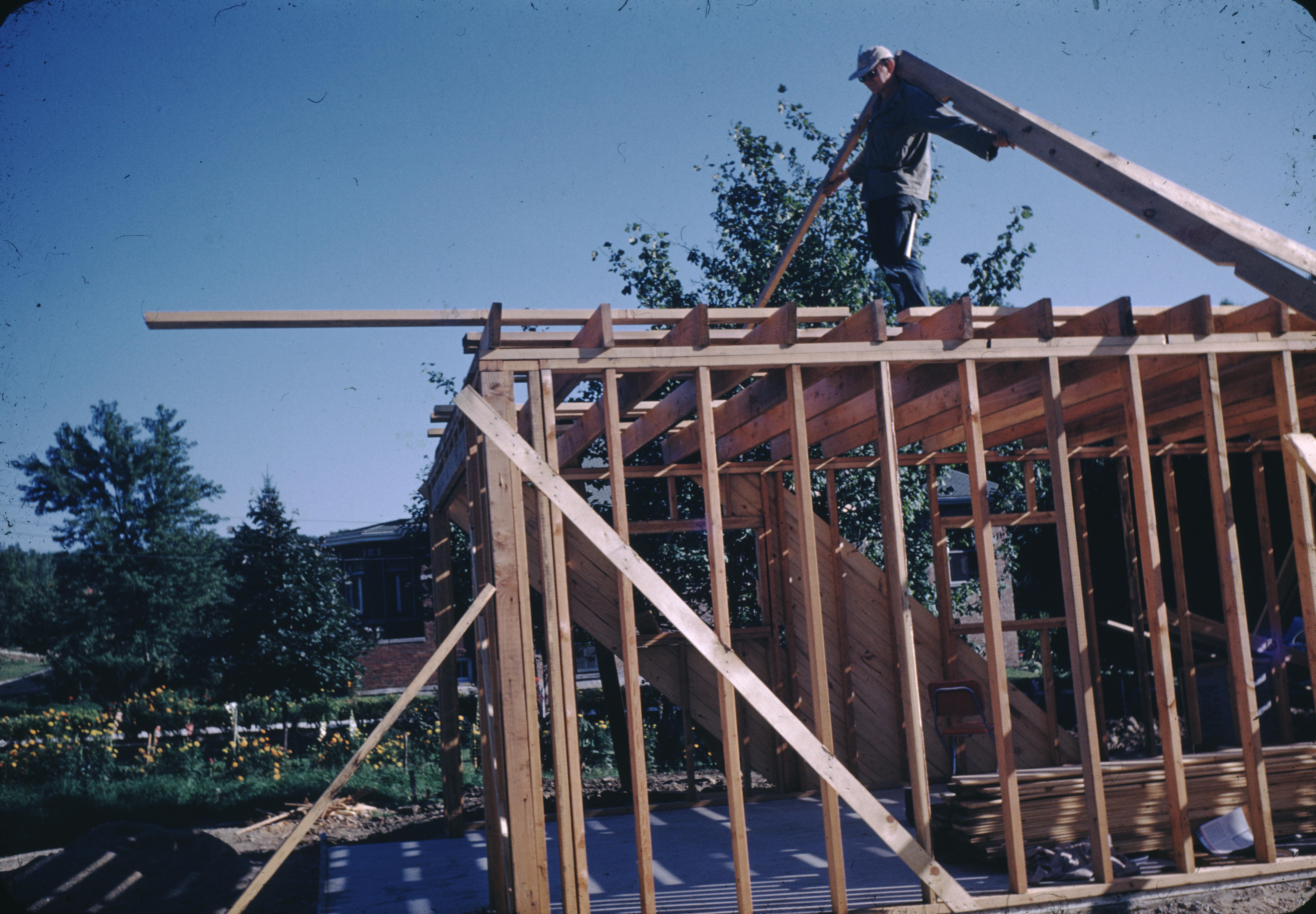
CyberViewX v5.16.55 رمز النموذج = 58 إصدار F/W = 1.21 تصوير فيكتور ألبرت جريجاس (1919-2017)

الأسقف الخشبية الحديثة تؤطر في الغالب بأزواج من الروافد الخشبية الخفيفة أو الدعامات الخشبية مسبقة الصنع المثبتة معًا مع لوحات موصل الجملون. يمكن تأطير المباني التاريخية والمؤطرة بالخشب بروافد رئيسية أو دعامات سقف خشبية. تُصنف الأسقف أيضًا إلى سقف دافئ أو بارد اعتمادًا على كيفية تصميمها وبنائها فيما يتعلق بالعزل الحراري وقنوات الهواء. يُحدد السقف المضاعف الميل أو الشديد الانحدار في المقام الأول من خلال مواد تغطية السقف والتصميم الجمالي. تنحدر الأسقف المستوية بالفعل إلى ما يقرب من عشر درجات لتصريف الماء. وجِدت الأسقف المسطحة للمنازل في المناطق القاحلة في المقام الأول.
في المناطق ذات الرياح الشديدة، مثل الأماكن التي يضرب فيها الإعصار أو الإعصار الاستوائي، يكون الاعتبار الهندسي الرئيسي هو تثبيت السقف أثناء العواصف الشديدة. يجب أن يتحمل كل مكون من مكونات السقف، كما بالطبع بقية الهيكل، قوى الرفع لسرعات الرياح العالية. يُنجز ذلك باستخدام روابط معدنية مثبتة على كل رافدة أو دعامة. هذه عادةً ليست مشكلة في المناطق غير المعرضة للرياح الشديدة أو الظروف الجوية القاسية.
في المملكة المتحدة، عادة ما يكون للسقف الخرساني المكسو بالقرميد روافد عند المراكز 600 مم (24 بوصة)، وألواح السقف 300 مم (12 بوصة)، وجيزان السقف والمراكز عند المراكز 400 مم (16 بوصة). ما تزال الولايات المتحدة تستخدم وحدات القياس الإمبراطورية وعادةً يكون التباعد بين الدعائم بفارق ستة عشر أو أربع وعشرون بوصة.
قد يُقطع تأطير السقف من أجل فتحات مثل المداخن أو المناور. عادة ما تُبنى المداخن باستخدام محول المياه المعروف باسم الكركيت أو السرج فوق المدخنة. يستخدم التصفيح لسد الفجوة بين المدخنة ومواد التسقيف.

## تشييد روافد السقف
تتكون روافد السقف البسيطة من الروافد التي ترتكز قواعدها على ألواح الجدران الأفقية أعلى كل جدار. غالبًا ما تلتقي النهايات العلوية للروافد عند الذروة، ولكن قد تنحني مباشرة إلى رافدة أخرى لتشكيل زوج من الروافد تسمى المزدوجة. اعتمادًا على مادة تغطية السقف، تُثبت الشرائح الأفقية أو الألواح أو المدادات على الروافد، أو الألواح، أو الأبلكاش، أو الألواح المقواة المموجة من سطح السقف (يسمى أيضًا الكسوة أو التصفيح) لدعم تغطية السقف. يُستخدم الأثقل تحت المدادات أو ألواح المدادات لدعم مجازات الروافد الأطول. تربط عوارض الربط، والتي قد تعمل أيضًا كجيزان للسقف، عادةً بين النهايات السفلية للروافد الخشبية المتقابلة لمنع تمددها وإجبار الجدران على التباعد. يمكن تثبيت الجيزان الأفقية أو العوارض الأفقية في الأعلى بين العوارض الخشبية المقابلة للحصول على قوة إضافية. تعمل الروافد، والعوارض الرابطة، والألواح على نقل وزن السقف إلى جدران المبنى.

## تشييد سقف الجمالون
تأتي جملونات السقف المسبقة الصنع بأشكال متنوعة. تُصمم من قبل الشركة المصنعة لكل مبنى محدد.
تُبنى جملونات الأخشاب أيضًا في مجموعة متنوعة من الأنماط باستخدام المفاصل الخشبية أو المعدنية. تسمى الروافد الخشبية الثقيلة التي عادة تكون مسافة التباعد بينها تتراوح بين 240 سم (8 قدم) إلى 370 سم (12 قدمًا) الروافد الرئيسية. قد تشترك الروافد الرئيسية مع الروافد الخفيفة أو تحمل مدادات خفيفة.

## أحمال التصميم
يجب تصميم إطار السقف ليرفع الحمل الإنشائي الذي يشمل ما يسمى الأحمال الميتة، ووزنه الخاص، ووزن غطاء السقف، وتحميل إضافي يسمى الحمل البيئي مثل الثلج والرياح. إذا كان بإمكان الأشخاص السير على الأسطح المستوية قد يلزم تصميمها على الأحمال الحية. في الولايات المتحدة، يحدد قانون البناء واحدات الأحمال  بالرطل لكل قدم مربع والتي تختلف حسب المنطقة. يحدد الحمل والمجاز (المسافة بين الدعامات) حجم وتباعد العوارض الخشبية والجملونات.